# Handelskammer beider Basel
Die Handelskammer beider Basel ist ein regionaler Wirtschaftsverband der Industrie-, Handels- und Dienstleistungsfirmen in den Halbkantonen Basel-Stadt und Basel-Landschaft.

## Zweck
Sie ist ein im Handelsregister eingetragener privatrechtlicher Verein, der sich in erster Linie durch Mitgliederbeiträge und durch die Erhebung von Gebühren für die von ihm angebotenen Dienstleistungen finanziert. Die Handelskammer ist Interessensvertreter ihrer Mitglieder in der Region Nordwestschweiz gegenüber politischen Entscheidungsträgern, der Verwaltung und der Öffentlichkeit. Darüber hinaus nimmt sie hoheitliche Aufgaben wahr, wie etwa die Ausstellung von Ursprungszeugnissen für den Warenexport. Für diesen Aufgabenbereich ist sie der eidgenössischen Zolldirektion unterstellt.
Im Zuge ihrer politischen Verbandsarbeit ist die Teilnahme an Vernehmlassungsverfahren durch Stellungnahmen zu erwähnen.
Als Mitglied der Swiss Chambers’ Arbitration Institution bietet die Handelskammer beider Basel nationale und internationale Schiedsgerichtsverfahren an.
Die Handelskammer beider Basel ist Mitglied in der Vereinigung der 18 kantonalen und regionalen Industrie- und Handelskammern in der Schweiz (SIHK) und im Dachverband der Schweizer Wirtschaft (economiesuisse).
Mitglieder der Handelskammer sind Firmen und Einzelpersonen, aber auch Vereine, Stiftungen, öffentlich-rechtliche Körperschaften und Anstalten. Im Gegensatz zu deutschen Handelskammern ist die Mitgliedschaft in einer Handelskammer in der Schweiz (und damit auch in der Handelskammer beider Basel) grundsätzlich freiwillig.

## Domizil
Die Handelskammer beider Basel hat ihr Domizil am Ort ihrer Geschäftsstelle in Basel, St. Jakobs-Strasse 25.

## Organisation
Präsidentin ist Elisabeth Schneider-Schneiter (seit Juni 2017). Sie vertritt zusammen mit dem Direktor und dem Vorstand die Handelskammer nach aussen. Direktor ist Martin Dätwyler seit April 2018. Der Vorstand besteht aus 26 Mitgliedern (Stand November 2019). Sieben Fachgremien (Kommissionen) behandeln u. a. konkrete Wirtschaftsfragen. In der Geschäftsstelle sind insgesamt 31 Mitarbeitende und drei Lernende beschäftigt. Zwei davon sind Lernende im Langzeitpraktikum.

## Kommissionen
- Ausbildungskommission
- Aussenhandelskommission
- Energie- und Umweltkommission
- Finanz- und Steuerkommission
- Life-Sciences-Kommission
- Raumplanungskommission
- Verkehrskommission
- Export- und Importkommission

## Geschichte
Die Handelskammer beider Basel besteht in ihrer jetzigen Form seit dem 1. Januar 1997. Sie entstand aus dem Zusammenschluss der Basler Handelskammer (gegründet 1876) und dem Verband Basellandschaftlicher Unternehmen (VBU; gegründet 1919 als Verband der Industriellen von Baselland, 1991 umbenannt in VBU).